# Meždurečensk
Meždurečensk (ex Ol'žeras) è una città della Russia, situata nella Siberia sudoccidentale nell'oblast' di Kemerovo, centro minerario ed industriale nella zona del bacino del Kuzbass. La città si trova sul fiume Tom', a circa 300 km di distanza in direzione sudest dal capoluogo Kemerovo. Si trova nel Meždurečenskij rajon ma non fa parte del distretto.

## Altri nomi
- fino al 1955 - Ol'žeras
- dal 1955 ad oggi - Meždurečensk

## Storia

### Dal XVII al XIX secolo
Nel 1721 un cosacco di nome Tobol'sk Mikhail Volkov scopre che la zona del fiume Tom' è ricca di carbone. Negli anni venti del XVIII secolo, con il Decreto dello Zar Pietro I, una spedizione sotto la guida di uno scienziato di origini tedesche Daniil Gotlibovič Messeršmidt , ha stimato le ricchezze di carbone presenti nei pressi della Kuzneck. Mikhail Lomonosov, dopo aver studiato i rapporti di Messeršmidt, ha notato anche la presenza di carbone bituminoso.

### XX secolo
Nel 1943 dopo l'occupazione dai nazisti del bacino di Donbass in Ucraina ebbe inizio la produzione industriale del carbone cokefacibile nel Kuzbass. Il 30 agosto 1947 il Governo sovietico decide di sfruttare ulteriormente il carbone cokefacibile siberiano. Il 17 luglio 1948 la Glavkuzbassakhstroj, inizia la costruzione delle miniere di carbone e delle infrastrutture della capitale del carbone del Kuzbass. Il 23 settembre 1948 nella foce del fiume Ol'žeras inizia la costruzione della città e delle miniere.
Nel 1949 Georgij Radcenko scopre un giacimento di carbone cokefacibile grasso sul fiume Ol'žeras. Questa scoperta stima il volume del carbone presente nel sottosuolo di Meždurečensk, a circa l'11% del totale del carbone presente nel bacino del Kuzbass. Dal 1952 con la creazione del piano generale dello sviluppo del bacino di carbone di Ol'žeras la popolazione della città inizia a crescere.

#### Gulag - Campi di concentramento sovietici a Meždurečensk
- Nei pressi della città era attivo, tra il 1951 ed il 1954, un campo di concentramento, l'Osoblag n° 10 (in cirillico: Особый лагерь № 10, Особлаг № 10) conosciuto anche come Kamyšovyj lager, oppure Kamyšlag (КАМЫШОВЫЙ ЛАГЕРЬ). Nel 1954 contava circa 13.000 detenuti.[2]

## Cultura

### Istruzione
Nella città sono presenti : 38 scuole materne, 25 scuole medie e superiori e la Filiale dell'Istituto Geologico di Novokuzneck.

## Medicina
A Meždurečensk vi sono 3 Policlinici e 23 ambulatori specialistici con circa 370 medici e 1000 infermieri.

## Economia
L'estrazione del carbone che fornisce l'energia per le fabbriche e le centrali elettriche del Kuzbass meridionale è la base economica della città.

### Miniere

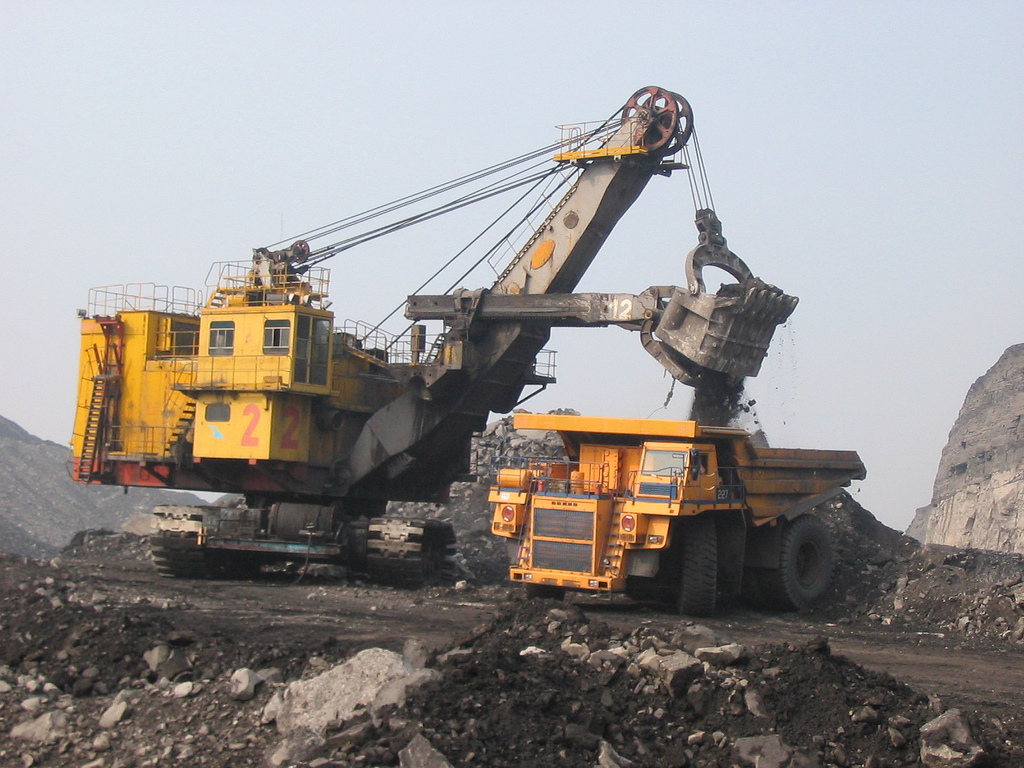
Le operazioni di carico di carbone in una miniera nei pressi di Meždurečensk.

Una delle più grandi miniere, la Raspadskaja (Распадская шахта) ha la sua sede a Meždurečensk. Si trova sotto il controllo dell'Evraz Group S.A. e fa parte della omonima compagnia d'estrazione di carbone, "Miniere Raspadskaja S.p.a.".

### L'incidente alla miniera
L'8 maggio 2010 alle 23:55 (ora locale) si verificò una esplosione di metano per cause non accertate. Durante l'operazione di evacuazione dei 359 minatori, che al momento della prima esplosione si trovavano all'interno della miniera, in superficie alle ore 04:00 (ora locale) del 9 maggio 2010 si verificò una seconda esplosione, notevolmente più potente della prima. A Meždurečensk giunse il Primo Ministro russo Vladimir Putin per coordinare in prima persona le operazioni di soccorso, in seguito alla quale 259 persone vennero tratte in salvo. 86 persone sopravvissute nell'incidente vennero ricoverate negli ospedali di Meždurečensk, Novokuzneck, Leninsk-Kuzneckij e Mosca. 47 persone risultarono disperse, tra questi anche 19 uomini della protezione civile che si sono recati alla miniera, prima della seconda esplosione. La Protezione Civile Russa ha comunicato, l'11 maggio 2010, che almeno 47 minatori sono morti e altre 47 risultavano disperse. Alcuni minatori esperti sopravvissuti nell'incidente che lavorano nella miniera da quasi 20 anni, hanno comunicato di aver sentito 4 esplosioni, e non due, come venne ufficialmente dichiarato. I minatori, hanno escluso l'ipotesi della fuoriuscita di grosse quantità del metano, visto che la miniera è attrezzata con moderni sistemi di sicurezza, in caso di un innalzamento della concentrazione del gas al di sopra di 2% nell'aria. I minatori considerano l'ipotesi dell'atto terroristico., mentre la Protezione Civile Russa ipotizza che una delle cause della tragedia sia dovuta ad un guasto dell'impianto elettrico della Miniera Raspadskaja e alla contemporanea fuoriuscita di metano che di fatto reso più elevato il numero dei morti nell'incidente. Il 13 maggio 2010 i lavori di salvataggio della Protezione Civile Russa nella miniera vennero sospesi in seguito all'allarme creato da quattro incendi, e del pericolo di esplosioni all'interno delle condotte isolate dovute alla crescita incontrollata della concentrazione del gas metano e alla mancata ventilazione in seguito allo spegnimento delle ventole del sistema di condizionamento d'aria. A causa delle dichiarazioni della dirigenza della Miniera Raspadskaja e dell'Evraz Group, che scaricava la responsabilità delle esplosioni sui dipendenti della miniera, ed in seguito al silenzio stampa moscovita nella città, si sono svolte proteste popolari con l'occupazione dei binari della linea delle Ferrovie russe, Abakan - Novokuzneck. In seguito all'occupazione dei binari nella città, per la prima volta fuori dalla Cecenia, venne introdotto il Piano della sicurezza, denominato la "Fortezza". Centinaia di uomini delle Forze Speciali della Polizia e dell'Esercito hanno tratto in arresto diversi manifestanti, chiudendo l'accesso alla città, sia ai giornalisti che ai non resisdenti. Il 4 ottobre 2010 sono stati ritrovati alla profondità di 67 metri, i corpi di altri 6 minatori, morti nell'incidente del maggio 2010, ritrovamento che ha elevato il numero delle vittime a 73. È stato inoltre comunicato che i corpi dei 19 minatori dispersi, si trovano alla profondità di 500 metri, e quanto prima sarà attivato un progetto di estrazione.
- La Miniera in nome di Lenin (шахта им. «Ленина»)
- La Miniera Tomskaja (шахта «Томская»)
- La Miniera Usinskaja (шахта «Усинская»)
- La Miniera intitolata a Shevjakov (Шахта имени Шевякова)

Questa miniera è stata chiusa dopo l'incidente del 1º dicembre 1992 quando morirono 25 minatori.

### Estrazioni di carbone a cielo aperto
- Krasnogorskij (Красногорский)
- Ol'zherasskij (Ольжерасский)
- Mezhdurechenskij (Междуреченский)
- Tomusinskij (Томусинский)

### Fabbriche d'arricchimento di carbone
- Kuzbasskaja (Кузбасская)
- Tomusinskaja (Томусинская)
- Krasnogorskaja (Красногорская)
- Raspadskaja (Распадская)

### Squadre di cercatori d'oro
Nella città ci sono presenti alcune squadre di cercatori d'oro.

### Turismo

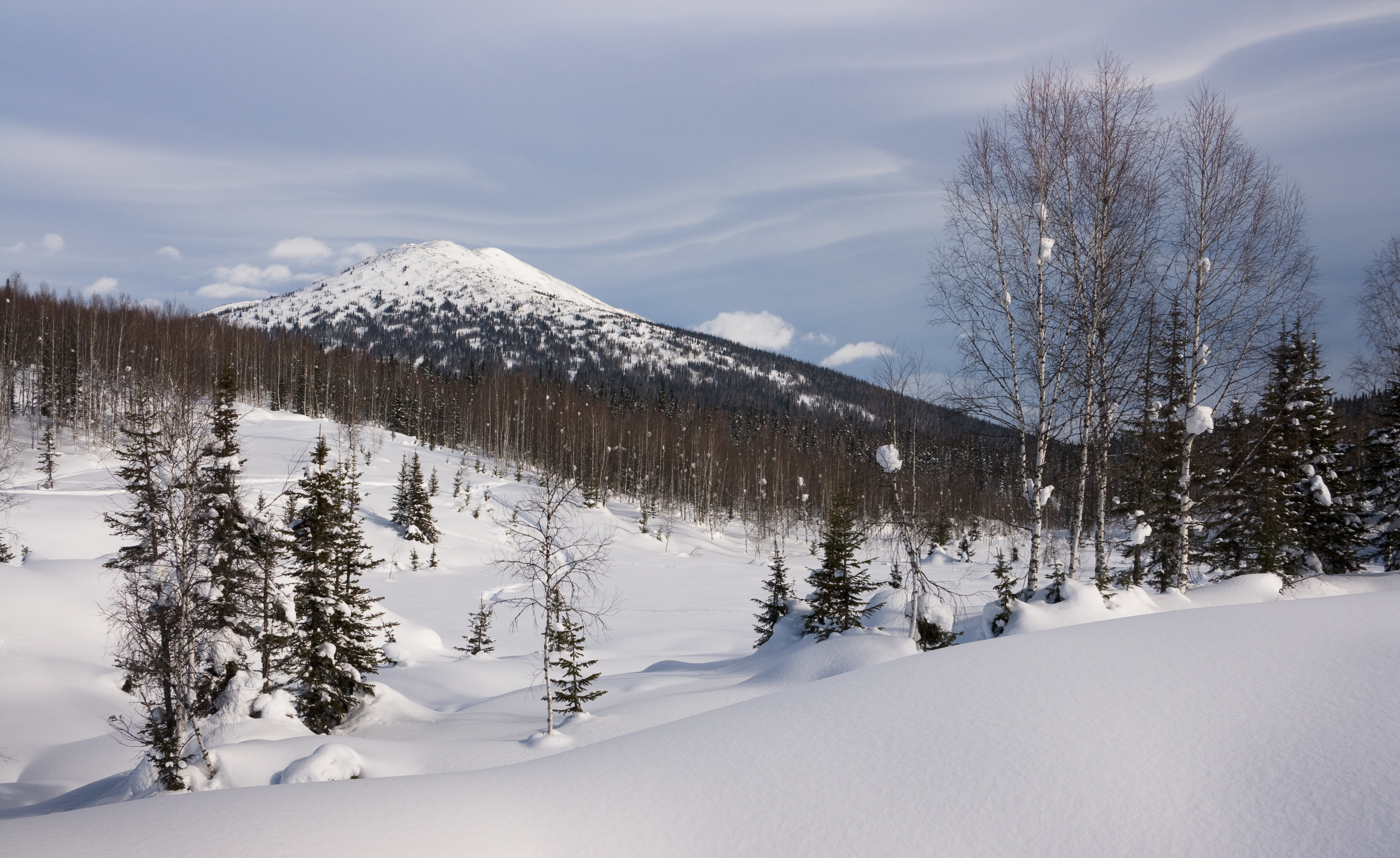
Il centro del turismo invernale Kuzneck Alatau a circa 60 km a est di Meždurečensk

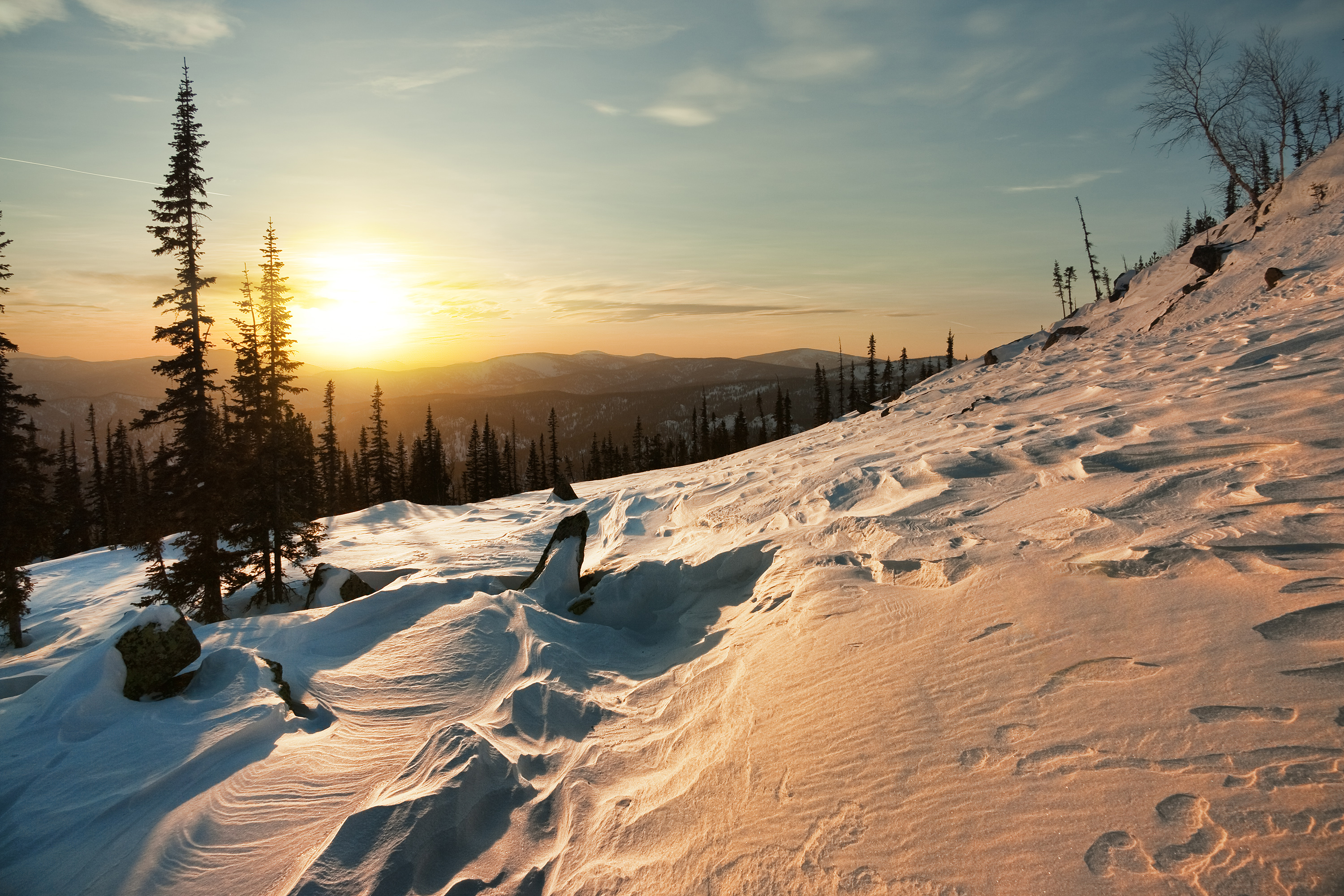
Un tramonto invernale nelle montagne di Kuzneck Alatau vicino a Meždurečensk

Nei pressi della città si trova, Kuzneckij Alatau, centro di turismo invernale famoso in tutto il mondo. È situato nella parte orientale dell'oblast' di Kemerovo, e dispone degli impianti di sci alpino e delle piste di sci di fondo ; per questo sono le preferite per le squadre di sci russe, e di altri paesi. Kuzneckij Alatau è anche una meta preferita dagli alpinisti ed escursionisti anche d'estate.

## Investimenti
La Meždurečensk ha ricevuto nel 2007, il 9,5% di tutti gli investimenti nell'Oblast' di Kemerovo. Il volume degli investimenti pro capite nel 2007 è stato circa 58.000 rubli russi.

## Infrastrutture e trasporti

### Aereo
La città è servita dall'Aeroporto di Novokuzneck, con voli di linea sia per Mosca e San Pietroburgo che voli di linea stagionali, per Soči e per Anapa.

### Treno

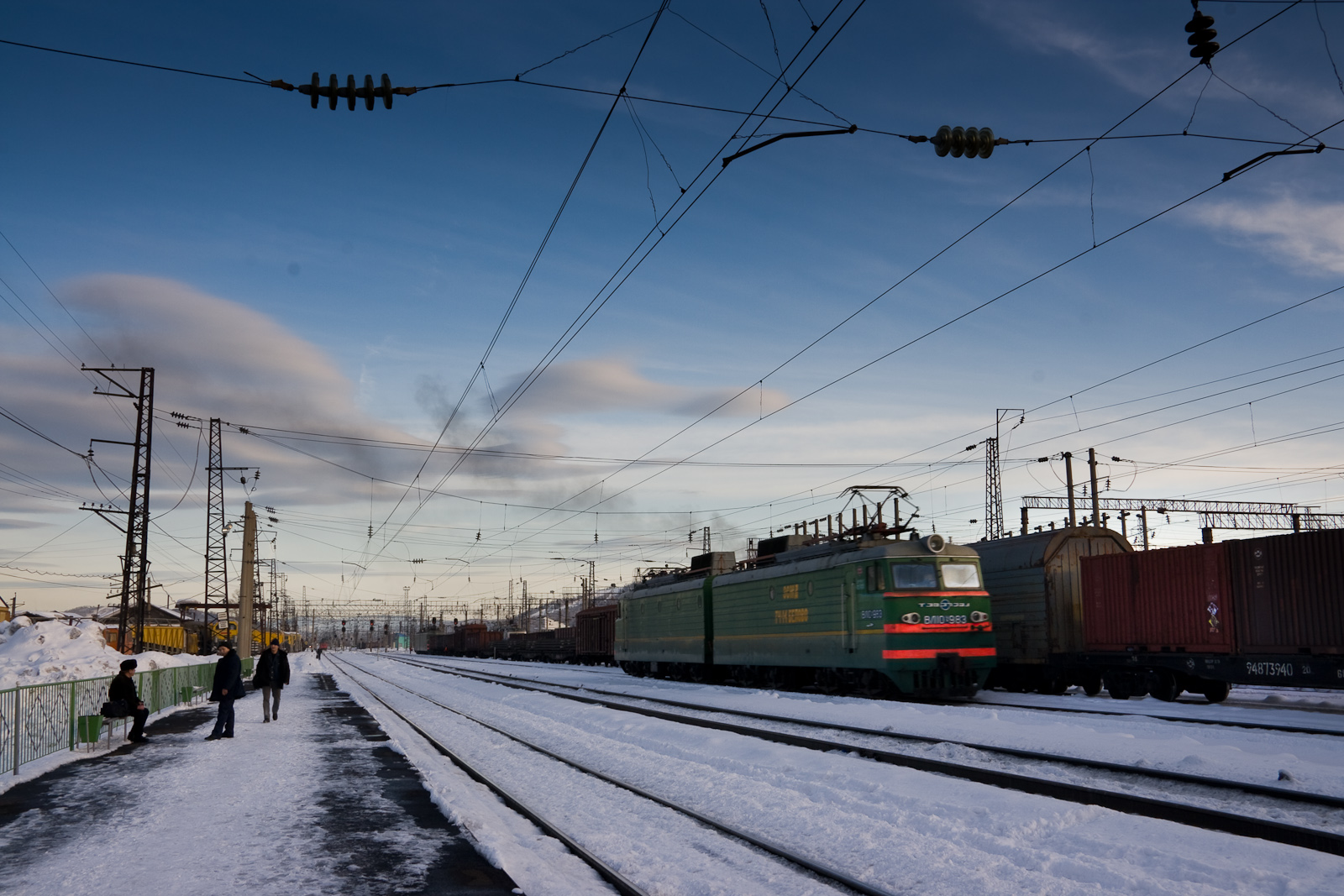
Stazione di Meždurečensk delle Ferrovie russe

La linea ferroviaria del Kuzbass meridionale Abakan-Novokuzneck attraversa la città.

### Auto
La città è collegata con una strada statale con la Novokuzneck e con la Khakassia.

### Trasporto pubblico
Nella città ci sono attive 12 linee d'autobus che nel 2005 hanno trasportato circa 5,5 milioni di passeggeri.